# Ofikleida
Ofikleid je lahko tudi orgelski register (večinoma pedalni, včasih tudi manualni)
Ofikleid je zgodovinsko basovsko trobilo, njegovo ime (grško όφις = kača, χλείς = ključ) pa označuje tudi njegovo obliko; sestavljen je iz dolge zavite cevi, v kateri je 9-11 lukenj. Po obsegu tonov je enak fagotu. Izvajalsko je podobno kot serpent zelo zahteven, njegov zvok je dokaj nepredvidljiv. Ofikleid je v orkestrih zamenjal zastareli renesančni serpent, svoj razmah pa je doživel v 19. stoletju. Leta 1821 ga je patentiral pariški glasbenik Jean Hilaire Asté, najbolj razširjen pa je bil v Franciji, Italiji, Španiji in Južni Ameriki. Instrument je predhodnik tube, v začetku 20. stoletja je počasi izginil iz koncertnih odrov, najdlje se je obdržal v Italiji.
Ofikleidi so bili zgrajeni v več različicah; po velikosti in številu lukenj:
- altovski ofikleid (uglašen v Fis in Es)
- basovski ofikleid (v B ali C)
- kontraaltovski ofikleid (v As)
- kontrabasovski ofikleid (v F in Es)

## Uporaba ofikleida v skladbah
- Auber: La Muette de Portici
- Berlioz: Faustovo prekletstvo, Benvenuto Cellini, Fantastična simfonija, Trojanci
- Mendelssohn: Elias, Sen kresne noči
- Meyerbeer: Afričan, Huguenoti, Robert le Diable
- Schumann: Paradies und die Peri
- Spontini: Olimpie, opera (1819) - prva uporaba tega instrumenta v partituri
- Wagner: Rienzi

Današnji orkestri pri izvajanju teh skladb večinoma nadomestijo ofikleid z drugimi instrumenti